# Lex Schoenmaker

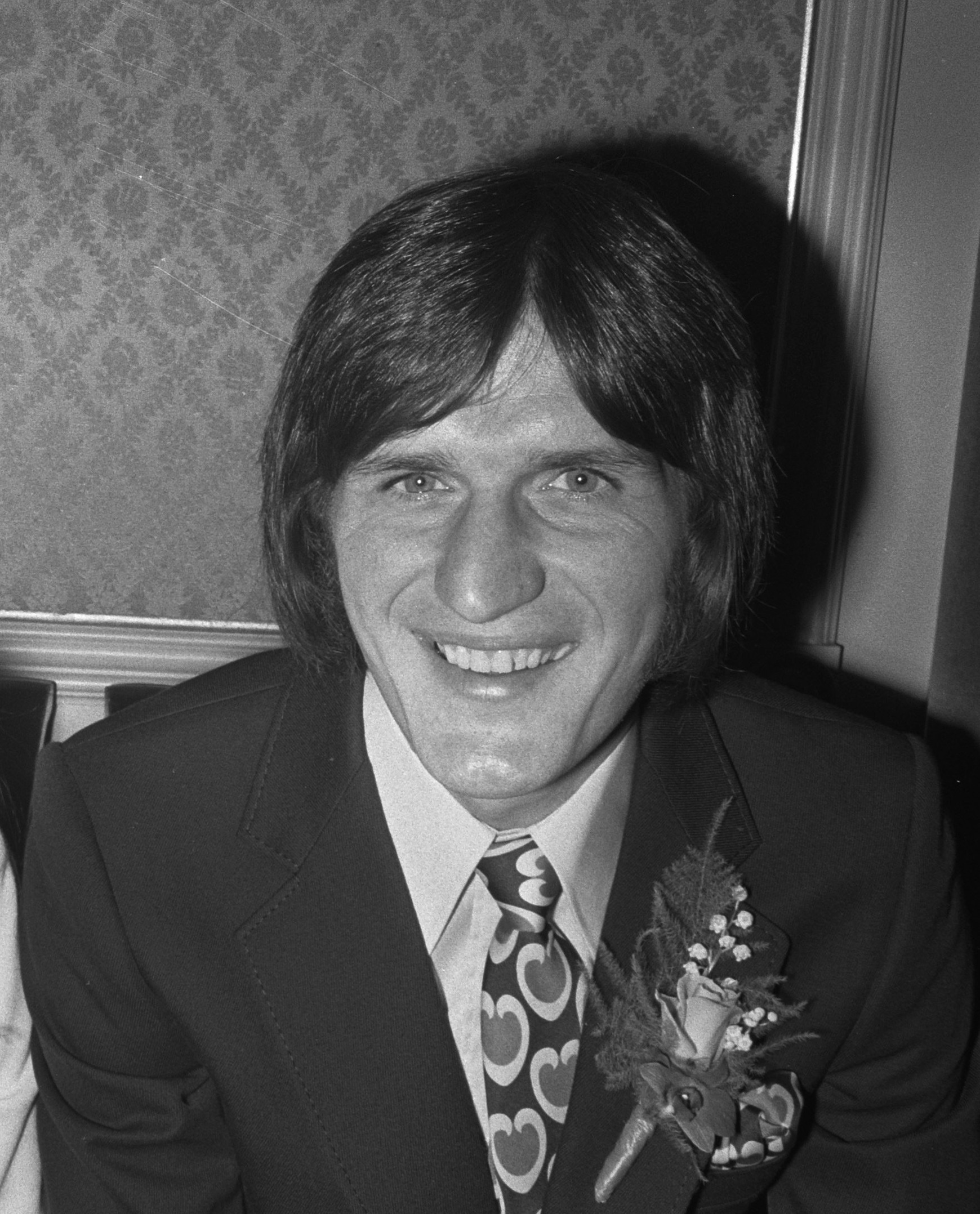
Lex Schoenmaker (1971)

Alex „Lex“ Schoenmaker (* 23. August 1947 in Den Haag) ist ein ehemaliger niederländischer Fußballspieler und -trainer.

## Sportlicher Werdegang
Schoenmaker begann seine Karriere bei ADO Den Haag, wo er unter Trainer Ernst Happel in der Eredivisie debütierte. Im KNVB-Pokal 1967/68 gehörte er beim 2:1-Endspielsieg über Ajax Amsterdam neben Kees Aarts bei einem Gegentreffer von Piet Keizer zu den Torschützen. Bis zur Fusion mit Holland Sport 1971 spielte er für den Klub, der zeitweise auch unter dem Namen San Francisco Golden Gate Gales zusätzlich in der US-Profiliga United Soccer Association antrat. Anschließend folgte er Happel zu Feyenoord Rotterdam, wo er nach zwei Vizemeisterschaften hinter Ajax Amsterdam in der Spielzeit 1973/74 unter Happels Nachfolger Wiel Coerver die Meisterschaft gewann. Auch auf europäischer Ebene war er mit dem Klub erfolgreich, auf dem Weg ins Endspiel um den UEFA-Pokal 1973/74 erzielte er zehn Tore und krönte sich damit zum Torschützenkönig. In den Duellen gegen Tottenham Hotspur blieb er ohne Torerfolg, nach einem 2:2-Auswärtsremis gelang mit einem 2:0-Erfolg im heimischen De Kuip der Titelgewinn. Nach einer erneuten Vizemeisterschaft in der Spielzeit 1974/75 kehrte Schoenmaker zum als FC Den Haag antretenden Heimatklub zurück. Hier blieb er – nur unterbrochen von zwei kurzzeitigen US-Engagements bei den Edmonton Drillers 1980 respektive Fort Lauderdale Strikers 1981 während der spielfreien Zeiten in den Niederlanden – bis zu seinem Karriereende 1982.
Schoenmaker war ab Beginn der 1990er Jahre als Amateurtrainer und Trainerassistent im Profibereich tätig, dort übernahm er beim seinerzeit in der zweiten Liga antretenden FC Den Haag 1994 sein erstes Cheftraineramt. Am Ende der Spielzeit 1994/95 verpasste er erst in den Play-offs hinter Aufsteiger BV De Graafschap die Erstligarückkehr. Anschließend übernahm er den Erstligaabsteiger Dordrecht ’90, wurde aber nach einem durchwachsenen Saisonstart gefeuert. Sein Landsmann Willem van Hanegem holte ihn dann als Assistent zu al-Hilal nach Saudi-Arabien, wo unter anderem der Meistertitel in der Saudi Professional League sowie auf internationaler Ebene der Arab Club Champions Cup gewonnen wurde. 1997 wurde er Cheftrainer beim niederländischen Zweitligisten TOP Oss. Nachdem der Aufstiegsaspirant in der Spielzeit 1998/99 in der zweiten Tabellenhälfte rangierte, wurde er vorzeitig durch Jan Peters, bis dato Trainer der Reservemannschaft, und anschließend Jan Versleijen ersetzt. Als Cheftrainer des al-Jazira Club versuchte er sich ab 1999 nochmals im arabischen Raum, später trainierte er noch zweimal als Interimstrainer seinen Ex-Klub ADO Den Haag.